# Aymo Maggi
Aymo Maggi, italijanski dirkač, * 30. julij 1903, Brescia, Italija, † 23. oktober 1961, Italija.
Aymo Maggi je na dirkah za Veliko nagrado prvič sodeloval v sezoni 1923, ko je na dirki za Veliko nagrado Vetturetta z dirkalnikom Chiribiri 12/16 odstopil. Na dirki za Veliko nagrado Garde v naslednji sezoni 1924 je bil z dirkalnikom Bugatti T22 četrti, na dirki za Veliko nagrado Garde je v sezoni 1925 dosegel tudi svojo prvo zmago v karieri, tokrat z dirkalnikom Bugatti T35, s katerim je v sezoni 1926, ki je bila njegova daleč najusodnejša v karieri, zmagal na dirkah Velika nagrada Rima, Coppa Etna in ponovno Velika nagrada Garde. Leta 1926 je bil tudi pobudnik kasneje slavne italijanske dirke športnih dirkalnikov Mille Miglia, ki je prvič potekala v naslednji sezoni 1927, ko je Maggi na dirki zasedel šesto mesto, uspešnejši pa je bil na dirki za Veliko nagrado Milana, kjer je z dirkalnikom Bugatti T35C osvojil drugo mesto. Po dveh slabših sezonah je ponovno zablestel v sezoni 1930, ko je v moštvu Automobiles Ettore Bugatti dosegel tretje mesto na dirki Coppa Ciano, kjer sta ga premagala le slavni Luigi Fagioli in Giuseppe Campari, in drugo mesto v moštvu Officine Alfieri Maserati z dirkalnikom Maserati 26M na dirki za Veliko nagrado Španije, kjer ga je premagal le Achille Varzi. Po slednji dirki je nastopil le še na dirki Mille Miglia v sezoni 1933, na kateri je bil s Fiatom 508S le devetindvajseti, nato pa se je upokojil kot dirkač.